# Kanton Trappes
Der Kanton Trappes ist seit 1967 ein französischer Wahlkreis in den Arrondissements Rambouillet und Versailles im Département Yvelines und in der Region Île-de-France; sein Hauptort ist Trappes.

## Gemeinden
Der Kanton besteht aus drei Gemeinden mit insgesamt 66.766 Einwohnern (Stand: 1. Januar 2022) auf einer Gesamtfläche von 23,75 km²:
| Gemeinde       | Einwohner 1. Januar 2022 | Fläche km² | Dichte Einw./km² | Code INSEE | Postleitzahl | Arrondissement |
| -------------- | ------------------------ | ---------- | ---------------- | ---------- | ------------ | -------------- |
| Élancourt      | 26.348                   | 8,51       | 3.096            | 78208      | 78990        | Rambouillet    |
| La Verrière    | 6.142                    | 1,77       | 3.470            | 78644      | 78320        | Rambouillet    |
| Trappes        | 34.276                   | 13,47      | 2.545            | 78621      | 78190        | Versailles     |
| Kanton Trappes | 66.766                   | 23,75      | 2.811            | 7818       | –            | –              |

Bis zur Neuordnung bestand der Kanton Trappes aus der Gemeinde Trappes. Sein Zuschnitt entsprach einer Fläche von 13,47 km2.